# Dicoh Mariam
Dicoh Mariam épouse Konan, née en 1944 à Abidjan (Côte d'Ivoire, Afrique-Occidentale française) et morte dans la même ville le 4 juin 2024,,, est la première femme chimiste ivoirienne. Son image est gravée sur la pièce de 25 francs CFA avec une burette de chimiste,.

## Parcours
Au début des années 1960, après l'obtention de son certificat d'études primaires, une période pendant laquelle la majorité des jeunes filles se dirigeaient plutôt vers la formation de sage-femme ou de secrétaire, Mariam Dicoh a décidé de poursuivre ses études secondaires au lycée technique. Cette année-là coïncidait avec l'ouverture de la section de chimie du lycée. Elle suit alors le parcours laboratoire, qui a abouti à une spécialisation en analyse. Elle bénéficie du soutien de ses parents, qui voulaient voir leurs enfants réussir à l'école et approuvaient toutes les décisions scolaires de Mariam,. Au début, dans ce lycée et plus précisément dans cette section, il y avait seulement deux femmes.

## L'histoire de la photo de la pièce de monnaie de 25 F CFA

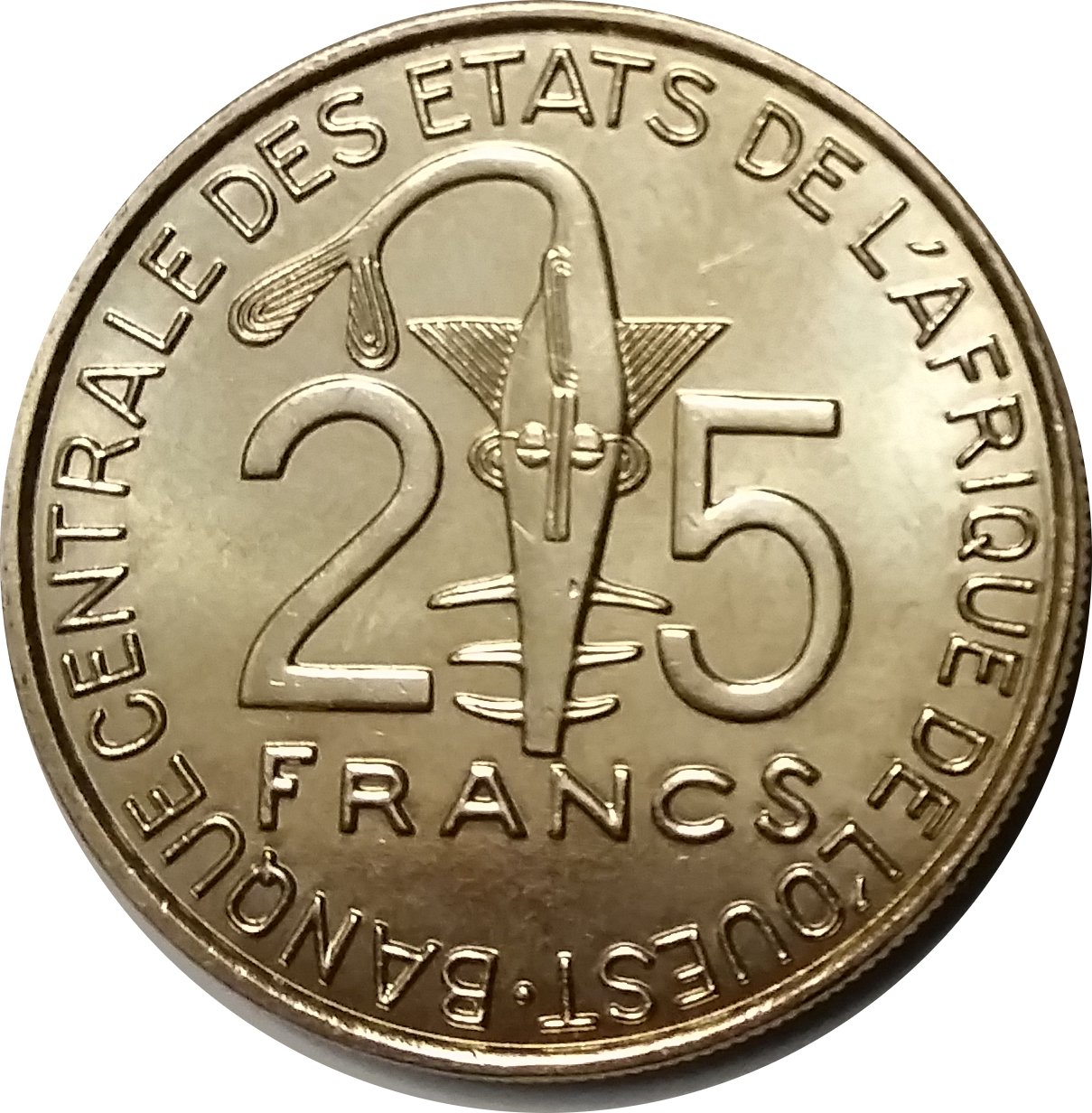
Pièce de 25 francs CFA.

Dans l'émission La grande Interview qu'elle a accordée à la chaîne youtube Guillaume Soro TV, elle affirme que c'est un fruit du hasard. En effet, elle était dans son laboratoire en train de travailler quand un de ces amis, Konan Yao, est venu lui rendre une visite de courtoisie. Ce dernier étudiait dans le même lycée, mais en section arts et métiers. Ce serait au cours de cette visite dans le laboratoire de Mariam Dicoh à Shell qu'il a commencé à prendre des clichés, juste pour s'amuser. Quelques clichés, notamment celui de la photo de la pièce, se retrouvent dans une revue ivoirienne nommée 10 ans de progrès après l'indépendance. Cette revue, par le fruit du hasard, se retrouva à la Banque centrale des États de l'Afrique de l'Ouest. 
Quelques années plus tard, un de ses camarades de classe, Leonard Kalmogo (en), qui  était à cette époque ministre des Finances de la Haute-Volta (actuel Burkina Faso), aurait appelé Mariam pour l'informer que sa photo se trouvait sur la pièce de 25 F CFA.

## Après
Konan Dicoh Mariam est restauratrice et propriétaire de son propre restaurant : la Gorge d'Or. Jusqu'en 2015, elle n'avait reçu aucune distinction de la BCEAO, ni de compensation financière. Un de ses enfants, Jean Luc Konan, a été directeur général de UBA (United Bank for Africa) Sénégal, durant trois ans. 
Elle meurt le 5 juin 2024 à Abidjan,. 